# 碧江小芹
碧江小芹（学名：Sinocarum bijiangense）为伞形科小芹属的植物，为中国的特有植物。分布在中国大陆的云南等地，生长于海拔4,200米的地区，多生长在山坡垫状草地，目前尚未由人工引种栽培。